# Песчаниковая скала
Песчаниковая скала — геологический памятник природы местного значения в Ингулецком районе города Кривой Рог Днепропетровской области.

## История
Объявлен объектом природно-заповедного фонда решением исполнительного комитета Днепропетровского областного совета № 391 от 22 июня 1972 года.

## Характеристика
Скала на левом берегу реки Ингулец, в районе карьера Южного ГОКа. Площадь 1 га.
Выход на земную поверхность аркозовых песчаников и конгломератов нижней и средней свит криворожского сериала пород. Горизонтальная мощность от 100 до 200 метров. Общая площадь территории с выходами породы составляет 10 гектаров. Охраняется участок выходов до 30 на 40 метров рядом с подвесным мостом.
Угол наклона верхней части составляет около 54°, основной — до 83—90°.